# Пейдж Земіна
Пейдж Земіна (англ. Paige Zemina, 15 лютого 1968) — американська плавчиня.
Призерка Олімпійських Ігор 1988 року.